# Forged in Fire (álbum)
Forged in Fire es el tercer álbum de estudio de la banda de heavy metal canadiense Anvil, publicado el 13 de abril de 1983.

## Lista de canciones
| Lado A |                     |          |  |
| N.º    | Título              | Duración |  |
| 1.     | «Forged in Fire»    | 4:45     |  |
| 2.     | «Shadow Zone»       | 4:00     |  |
| 3.     | «Free as the Wind»  | 5:38     |  |
| 4.     | «Never Deceive Me»  | 3:35     |  |
| 5.     | «Butter-Bust Jerky» | 3:20     |  |

| Lado B |                            |          |  |
| N.º    | Título                     | Duración |  |
| 6.     | «Future Wars»              | 3:11     |  |
| 7.     | «Hard Times - Fast Ladies» | 3:49     |  |
| 8.     | «Make It Up to You»        | 3:31     |  |
| 9.     | «Motormount»               | 3:43     |  |
| 10.    | «Winged Assassins»         | 3:46     |  |

## Créditos
- Steve "Lips" Kudlow – voz, guitarra
- Robb Reiner – batería
- Dave Allison – guitarra, voz en "Stop Me"
- Ian Dickson – bajo